# Élection gouvernorale de 2022 dans le Maine
L'élection gouvernorale de 2022 dans le Maine a lieu le 8 novembre 2022. 
La gouverneure démocrate sortante Janet Mills a été élue en 2018 face à l'homme d'affaires Shawn Moody, faisant alors basculer l'État dans le camp démocrate. Elle se présente pour un deuxième mandat. 
Des élections primaires ont lieu le 14 juin. Mills obtient l'investiture démocrate tandis que l'ancien gouverneur de l'État Paul LePage décroche l'investiture républicaine. Mills est favorite, dans cet État plutôt démocrate, et ne semble pas menacée par son prédécesseur.
Mills est largement réélue gouverneure de l'État, avec 56,5 % des voix, et réalise un meilleur score qu'en 2018.

## Résultats
| Candidats                | Candidats   | Partis      | Voix    | %    |
| ------------------------ | ----------- | ----------- | ------- | ---- |
|                          | Janet Mills | Démocrate   | 350 013 | 56,5 |
|                          | Paul LePage | Républicain | 257 301 | 41,6 |
|                          | Sam Hunkler | Indépendant | 11 784  | 1,9  |
|                          |             |             |         |      |
| Votes valides            |             |             |         |      |
| Votes blancs et nuls     |             |             |         |      |
| Total                    |             |             |         |      |
| Abstention               |             |             |         |      |
| Inscrits / participation |             |             |         |      |